# Fonts baptismaux de Pleudaniel

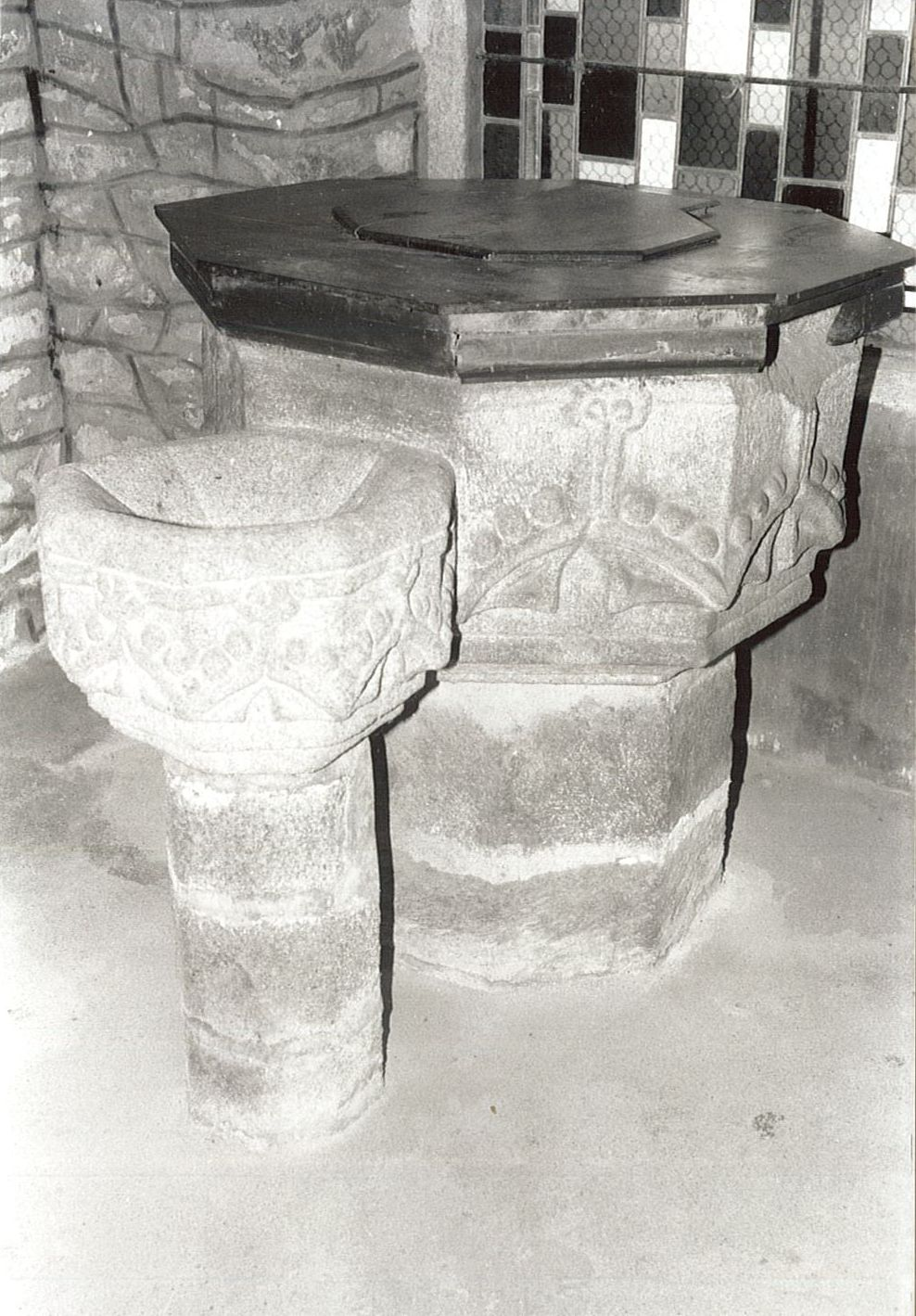
Fonts baptismaux de Pleudaniel

Les fonts baptismaux de l'église Saint-Pierre à Pleudaniel, une commune du département des Côtes-d'Armor dans la région Bretagne en France, datent vers 1600. Les fonts baptismaux en granite sont inscrits monuments historiques au titre d'objet depuis le 13 décembre 1990.  